# 레이디 루이즈 윈저
레이디 루이즈 앨리스 엘리자베스 메리 마운트배튼윈저(영어: Lady Louise Alice Elizabeth Mary Mountbatten-Windsor, 2003년 11월 8일~)는 영국의 왕족으로, 에든버러 공작 에드워드와 에든버러 공작부인 소피 사이에서 태어난 딸이며, 엘리자베스 2세와 에든버러 공작 필립의 손녀이기도 하다. 현재 영국 왕위 계승 순위 서열 17위이다. 